# Lineage
Lineage (Koreansk: 리니지) er et MMORPG-spil som foregår online sammen med mange andre.
I spillet gælder det om at komme op i level så man kan PVP (Player Versus Player) mod andre spillere. Man kan højest komme op i level 78 og man kan være forskellige racer. Man kan bl.a. være Human, Elven, Dark Elven, Orc og Dwarf. Alle har forskellige spillemetoder og forskellige former for magi, der kan benyttes til at komme op i level og mod andre spillere, når man PVP'er mod dem.
| computerspil | Spire Denne computerspilsrelaterede artikel er en spire som bør udbygges. Du er velkommen til at hjælpe Wikipedia ved at udvide den. |